# Oli Higginson
Oli Higginson (* 26. April 1994) ist ein britischer Schauspieler.

## Persönliches
Higginson wuchs in London auf. Er ging zunächst auf die University of Bristol für ein Theologiestudium von 2012 bis 2015, begann dort aber auch in Studentenproduktionen von Theaterstücken aufzutreten. Er wechselte dann auf die Guildhall School of Music and Drama, wo er nach drei Jahren 2019 seinen Abschluss machte.
Higginson heiratete 2016 die Schauspielerin Meaghan Martin. 2019 gründete er mit ihr das Produktionsunternehmen 3 hearts canvas.

## Karriere
Higginson spielte in dem neuen Stück Maggie & Ted über Margaret Thatcher und Edward Heath, zwei Premierminister des Vereinigten Königreichs, das von Heaths damaligen Privatsekretär Michael McManus geschrieben wurde, dessen Rolle des Privatsekretärs und 2020 unter Roxana Silbert in The Haystack.
2020 spielte Higginson zusammen mit Molly Lynch das Zweipersonenstück The Last Five Years in dem Southwark Playhouse. Die Produktion fand zuerst im März statt, bis das Theater aufgrund der COVID-19-Pandemie geschlossen wurde, und wurde im Oktober unter an die Pandemie angepasste Sicherheitsbedingungen wie Plexiglas zwischen den Schauspielern fortgesetzt. Im November wurde die Aufführung für einen weltweiten Stream gefilmt. Unter der Regie von Jonathan O’Boyle standen beide Schauspieler, die mehrere Solos haben, dennoch durchgängig auf der Bühne, indem sie sich gegenseitig auf der Bühne am Klavier begleiteten. Die Produktion war bei den Off West End Awards in acht Kategorien nominiert und gewann zwei; Higginson war bei diesen und den Stage Debut Awards als Bester Darsteller in einem Musical nominiert. Im September 2021 wechselte die Produktion in das Garrick Theatre am West End.
Im November 2022 hatte Higginson einer Produktion von Catch Me im Stone Nest Arts Centre, die gefilmt und über ALP Musicals gestreamt wurde, die Hauptrolle des Dean inne, der vor Handlungsbeginn Selbstmord begangen hat.
Im Februar 2023 kehrte Higginson zum Southwark Playhouse zurück, zusammen mit seiner Frau Meaghan Martin in dem Zweipersonenstück Smoke von Kim Davies, bei dem es sich um eine Modernisierung von August Strindbergs Fräulein Julie handelt.
Im Fernsehen erscheint Higginson in der Netflix-Serie Bridgerton als Footman John und war in der Miniserie The Pursuit of Love von 2021 zu sehen. In Julia hatte er 2023 einen Auftritt als Jacques Brel.

## Theaterauftritte (Auswahl)
- 2019: Maggie & Ted (White Bear Theatre)
- 2019: The Assassination of Marcus Garvey (Theatre 503)
- 2019: Julius Caesar (Sam Wanamaker Festival am Globe Theatre)
- 2020: The Haystack (Hampstead Theatre)
- 2020: The Last Five Years (Southwark Playhouse)
- 2021: Maggie & Ted (Garrick Theatre)
- 2021: The Last Five Years (Garrick Theatre)
- 2021: A Christmas Carol (Old Vic)
- 2022: Lava (Soho Theatre)
- 2022: Catch Me (Stone Nest)
- 2023: Smoke (Southwark Playhouse)
- 2024: Othello (Sam Wanameker Playhouse)

## Filmografie
- seit 2020: Bridgerton (4 Episoden)
- 2021: The Pursuit of Love (1 Episode)
- 2022: This England (1 Episode)
- 2023: The Chelsea Detective (1 Episode)
- 2023: Julia (1 Episode)

## Nominierungen
für The Last Five Years
- Stage Debut Awards 2020: nominiert in der Kategorie „Bester Darsteller in einem Musical“[7]
- Off West End Awards 2021: nominiert in der Kategorie „Beste Hauptdarstellung – Musical“[8]